# Гурбина
Гу́рбина (Гу́рбине) — колишнє село (хутір) Грабовецької сільської ради Богородчанського району Станіславської області.

## Історія
Зазначається, що населений пункт було об'єднано із селом Грабовець.
Станом на 1 листопада 1965 року населений пункт Гурбина було виключено з облікових даних.
Станом на 1 вересня 1946 року населений пункт Гурбина входив до складу Грабовецької сільської ради.
За народними переказами, на цьому хуторі колись жив дуже мудрий чоловік, який вивчав географію та топографію місцевості. Через те, що хутір розташований на горбистій місцевості, він назвав його Гурбино.

### Перша згадка
Стара назва згідно мапі «Habsburg Empire (1869-1887)» — Суходіл. На цій мапі і вперше з'являється поселення на цьому місті.

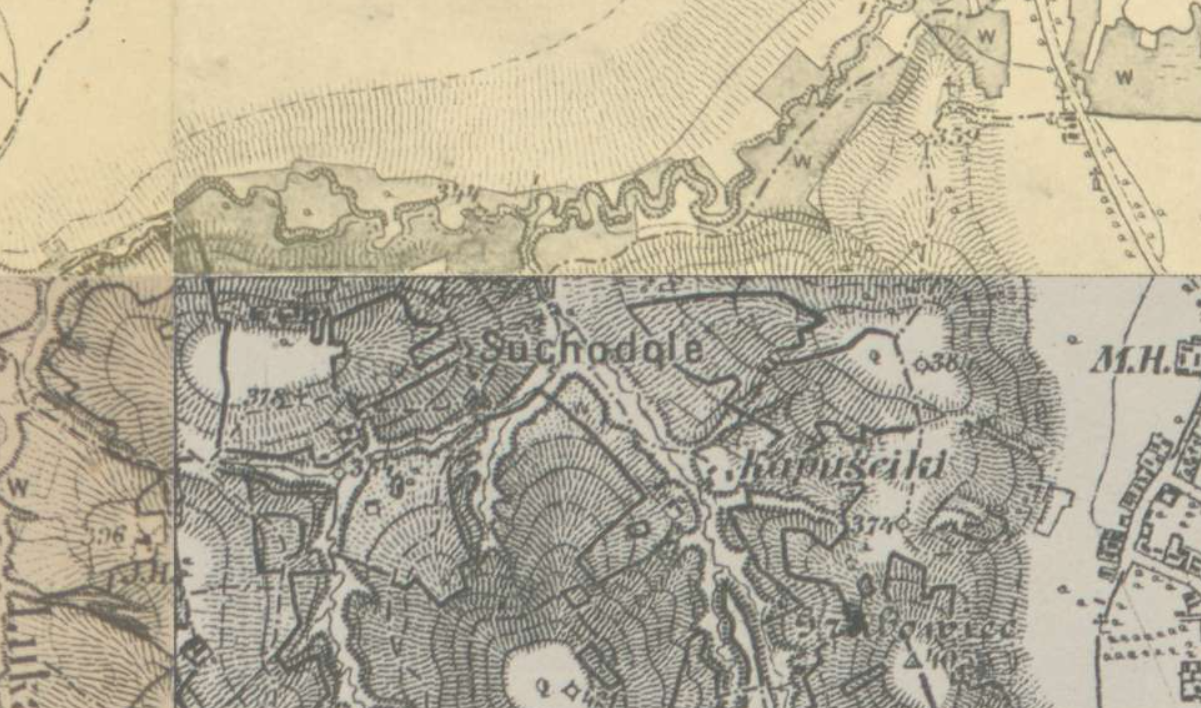
(Suchodole)

- (пол. Suchodole)